# Moodboard

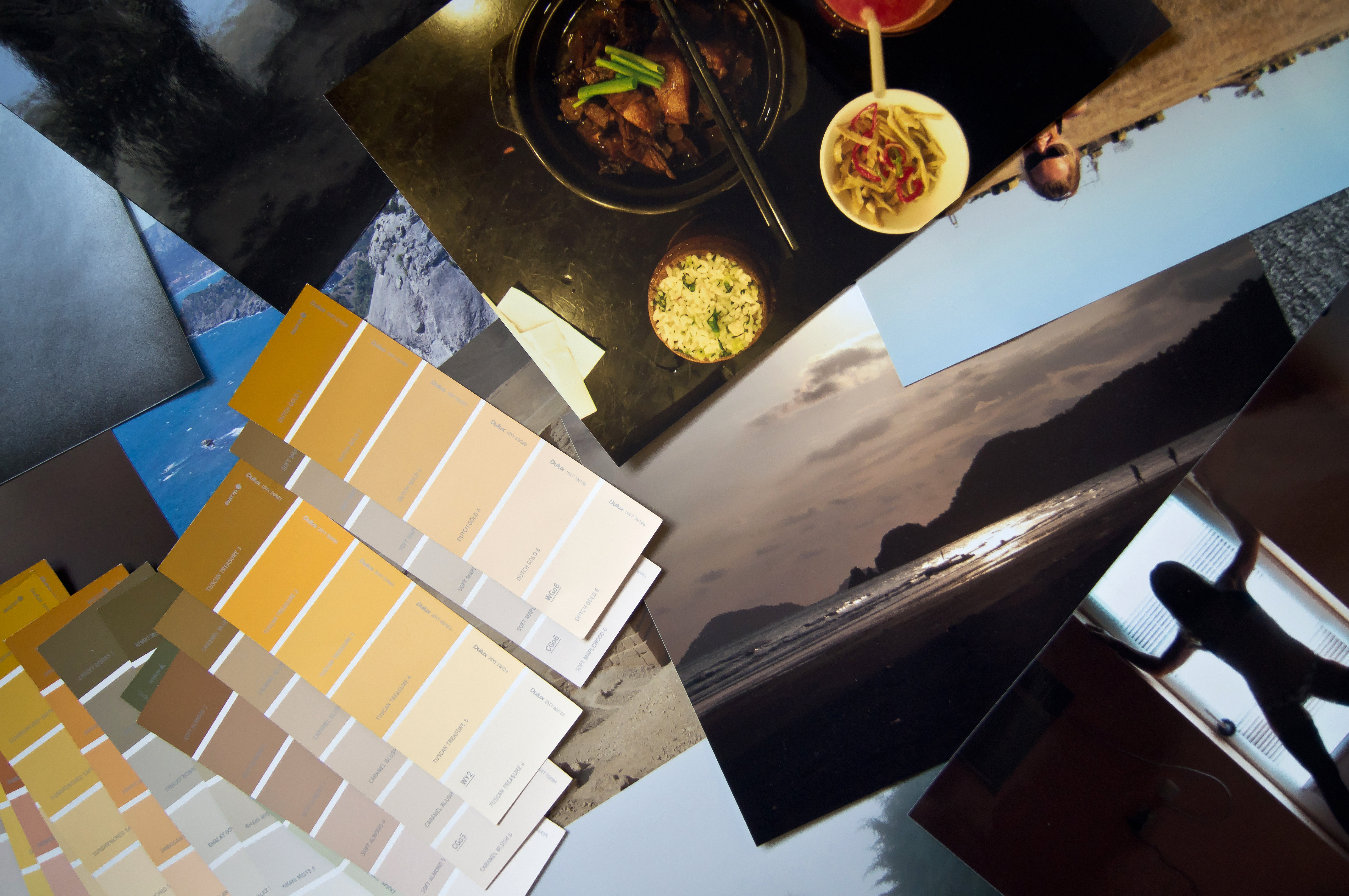
Moodboard

Una tavola di stile (calco dell'anglicismo: moodboard; da mood "stile", e board "tavola") è solitamente una serie di immagini unite tra di loro come in un collage, che serve ai progettisti a mostrare in un formato visivo un progetto e i concetti di prodotto ad esso correlati.
Esistono diverse tipologie di moodboard: la prima macro suddivisione le classifica fra fisiche e digitali.
Le versioni fisiche sono tavole (orizzontali o verticali) dove vengono raccolte foto, ritagli di giornali, stoffe o altro materiale che è legato ad un unico filo conduttore che poi è il filo conduttore del progetto: l'ispirazione.
Nelle versioni digitali, invece, si utilizzano software che aiutano a raccogliere file (tipicamente di immagini) e che consentono di riorganizzarli visivamente in modo da simulare quello che verrebbe fatto nella versione fisica.
L'utilità è legata al fatto che per la mente umana è più semplice visualizzare immagini rispetto a leggere un testo. Inoltre guardandola nella sua interezza si riesce velocemente ad individuare elementi che non corrispondono perfettamente al progetto oppure ad individuare correlazioni fra di loro, evidenziando talvolta sotto aree di progetto, avvicinando le immagini che si accoppiano meglio fra di sé.
Oltre alla fase di ispirazione iniziale, la moodboard può essere anche utilizzata per l'esposizione al cliente, e per questo deve contenere in sé più dati possibili relativi al progetto.